# Whitney Eugene Thayer
Whitney Eugene Thayer (* 11. Dezember 1838 in Mendon, Massachusetts; † 27. Juni 1889 in Burlington, Vermont) war ein US-amerikanischer Organist und Komponist.
Thayer gab sein erstes Orgelkonzert anlässlich der Eröffnung der Music Hall in Boston 1863. Er studierte in Berlin Orgelsatz und Kontrapunkt bei Carl August Haupt und wirkte dann zunächst in Boston, später in New York City als Organist. Er unternahm Konzertreisen als Orgelvirtuose und wirkte als Orgellehrer und Musikschriftsteller. 
Neben einer Festkantate und einer Messe komponierte er zahlreiche Orgelwerke, Lieder und Vokalquartette.